# Abadía de Schöntal
La abadía de Schöntal (en alemán: Kloster Schöntal, Reichskloster Schöntal; en latín: Abbatia Speciosae Vallis) es una antigua abadía alemana cisterciense erigida a orillas del Jagst, en Schöntal, hoy distrito de Hohenlohe del estado de Baden-Württemberg. Es famosa por su iglesia abacial, uno de los mejores ejemplos de arquitectura barroca del norte de Württemberg. La mayoría de los edificios barrocos y los jardines del monasterio han sobrevivido y son usados por la diócesis católica de Rottenburg-Stuttgart como centro de retiro y de formación.

## Historia

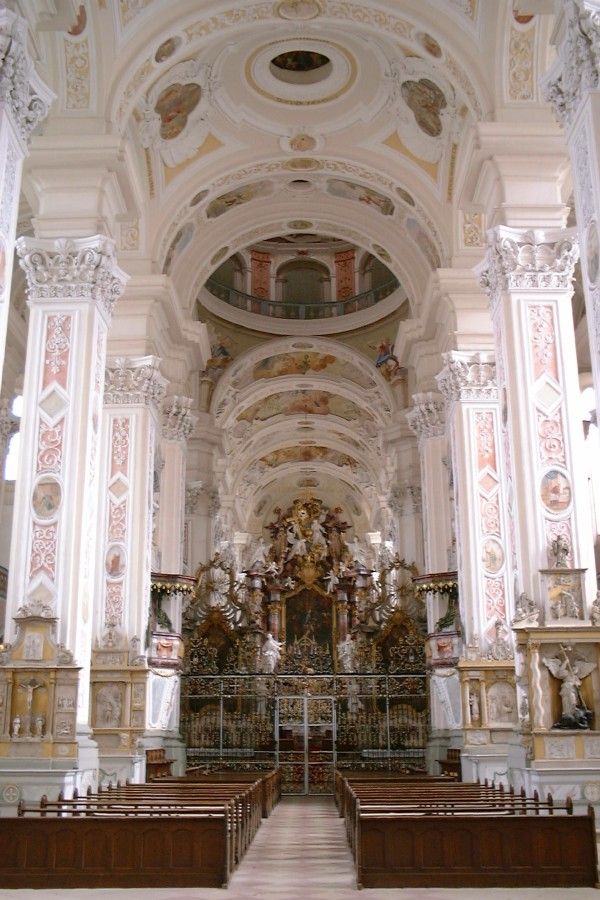
Interior de la iglesia de la abadía

El monasterio cisterciense original fue fundado en 1153 en Neusass por Wolfram von Bebenburg, como dependiente de la abadía de Maulbronn, de donde llegaron los primeros monjes. El sitio original pronto mostró ser inadecuado y entre 1157 y 1163 el primer abad Herwig se mudó al «hermoso valle» del Jagst y trasladó la nueva comunidad a la ubicación actual en Schöntal. (La primera mención del nombre «speciosa vallis» se remonta a 1163 y la traducción alemana «Sconendahl» se registró por primera vez por escrito en 1228.) El terreno para el nuevo sitio fue cedido por la familia von Berlichingen a cambio de los derechos de entierro en el monasterio (en el ala este del claustro está enterrado Götz von Berlichingen). El monasterio estaba bajo la protección de los obispos de Würzburg.
A pesar de un comienzo prometedor, la abadía paso por dificultades financieras a principios del siglo XIII. La abadía de Maulbronn, que también tenía problemas financieros, entregó Schöntal en 1282 a la abadía de Kaisheim, cuyo abad Trutwin pagó todas las deudas de Schöntal en 1283.
Después de esto, Schöntal se recuperó y en 1418, en el Concilio de Constanza, se le concedió el estatus de abadía imperial, por lo que solamente era responsable ante el emperador, aunque solo lo retuvo hasta 1495. Fue saqueada varias veces y sufrió graves daños durante la guerra de los campesinos alemanes en 1525. Aunque sobrevivió a la Reforma protestante, los edificios se volvieron inhabitables y, bajo el abad Theobald Fuchs, se tuvo que construir un bloque de emergencia en 1617-1618, ahora conocido como Alte Abtei ('la antigua abadía'). El monasterio fue sitiado durante la Guerra de los Treinta Años y los monjes finalmente se vieron obligados a huir en 1631, abandonando lo que quedaba de los edificios al saqueo y al pillaje. En 1648 los locales fueron utilizado varias veces como alojamiento de soldados.
La abadía finalmente experimentó un renacimiento bajo el abad Benedikt Knittel (en el cargo de 1683 a 1732). Bajo su dirección se construyó la iglesia abacial barroca, diseñada por Leonhard Dientzenhofer, en la que está enterrado Götz von Berlichingen. El abad Benedikt también fue el responsable de los edificios claustrales palaciegos, con la gran escalera de Balthasar Neumann. En la comunidad vivían unos cuarenta monjes, además de una treintena de conversi o hermanos laicos, que vivían fuera del monasterio siguiendo una forma de vida monástica.
La abadía cisterciense fue secularizada en 1802, cuando fue asumida por el reino de Württemberg. El mobiliario y el contenido se trasladaron a Stuttgart y los edificios se utilizaron inicialmente para el alojamiento de la administración del gobierno local. De 1810 a 1975, la abadía de Schöntal fue uno de los edificios utilizados por el Seminario Teológico Evangélico (Evangelisch-theologisches Seminar o Seminar Maulbronn), ahora Seminarios Evangélicos de Maulbronn y Blaubeuren.
Hoy en día los edificios son utilizados por la Diócesis católica de Rottenburg-Stuttgart como centro de conferencias, lugar de retiro y de formación, así como el ayuntamiento de la comunidad de Schöntal.
La abadía y la iglesia del monasterio se pueden visitar en visitas guiadas. Una exposición permanente en el centro de información proporciona información sobre la historia del monasterio. El Monasterio de Schöntal es uno de los monumentos propios del estado y está cuidado por los Palacios y Jardines del Estado de Baden-Württemberg (Staatliche Schlösser und Gärten Baden-Württemberg).

## Complejo abacial
Además de la iglesia barroca con su rico mobiliario y el edificio del convento igualmente magnífico, el complejo incluye numerosos edificios agrícolas, puertas de entrada, el "Mohrenbrunnen", un gran jardín y un cementerio con una capilla barroca y la casa del sacristán en el Kreuzberg, al lado al monasterio. En verano, se celebran conciertos en la iglesia abacial como parte del verano cultural de Hohenlohe. La capilla de peregrinación de Neusaß, a unos cientos de metros de distancia, también pertenece al monasterio.

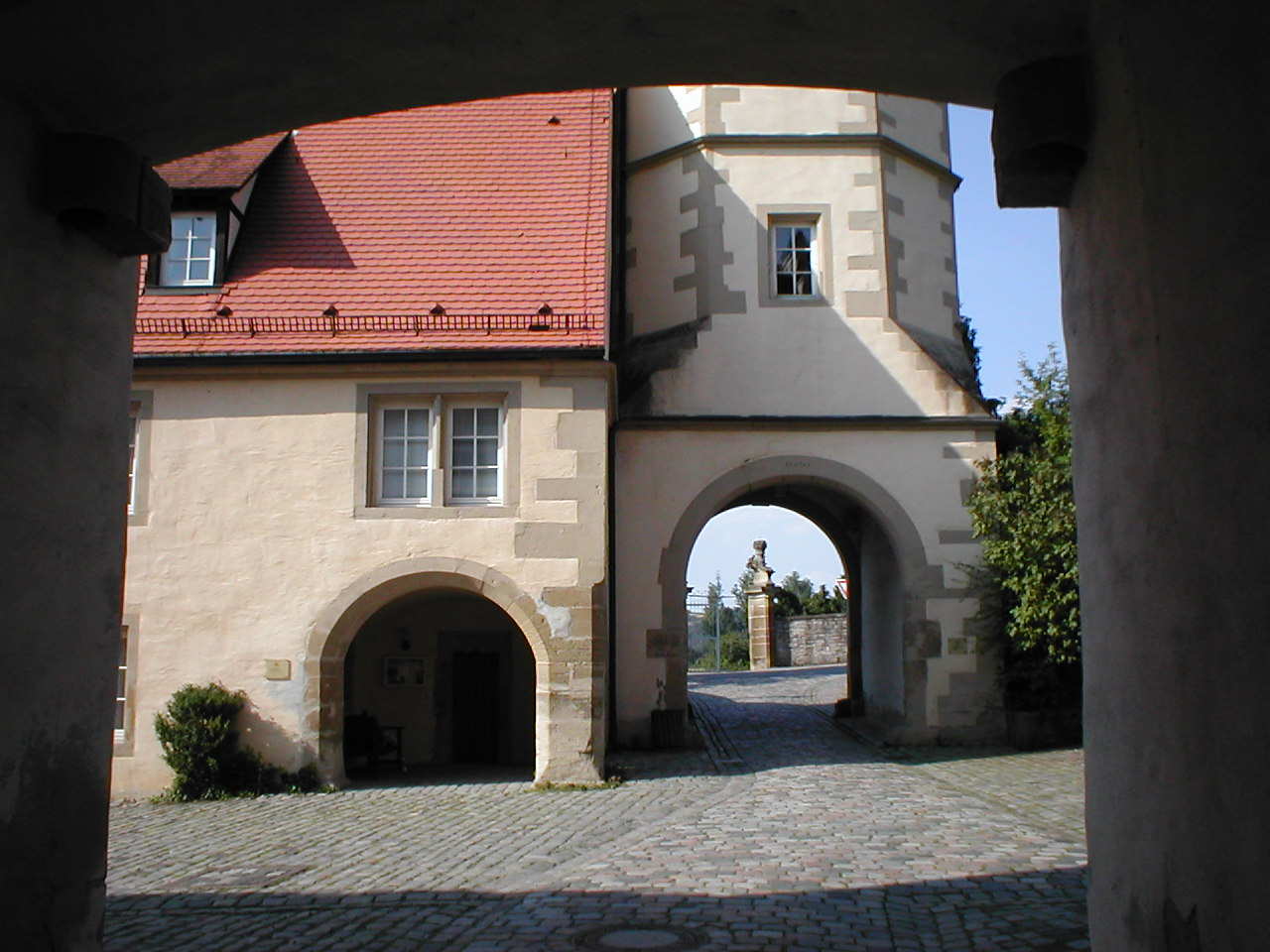
Torre del monasterio de Schöntal
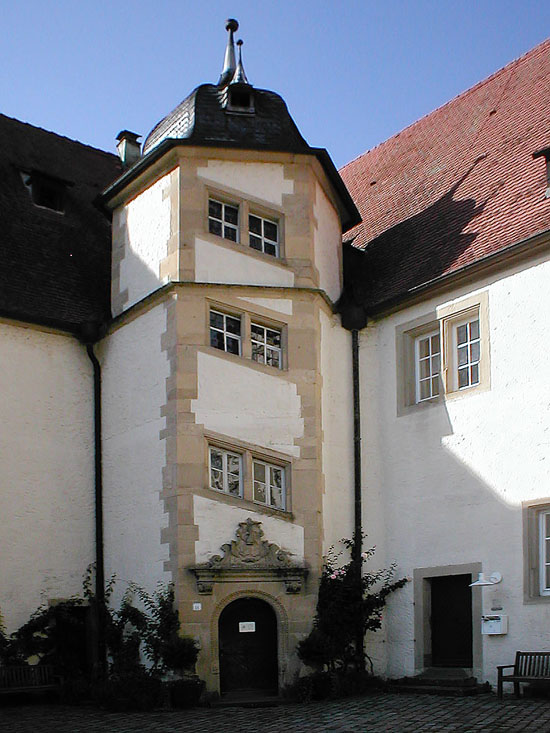
Torre de escalera
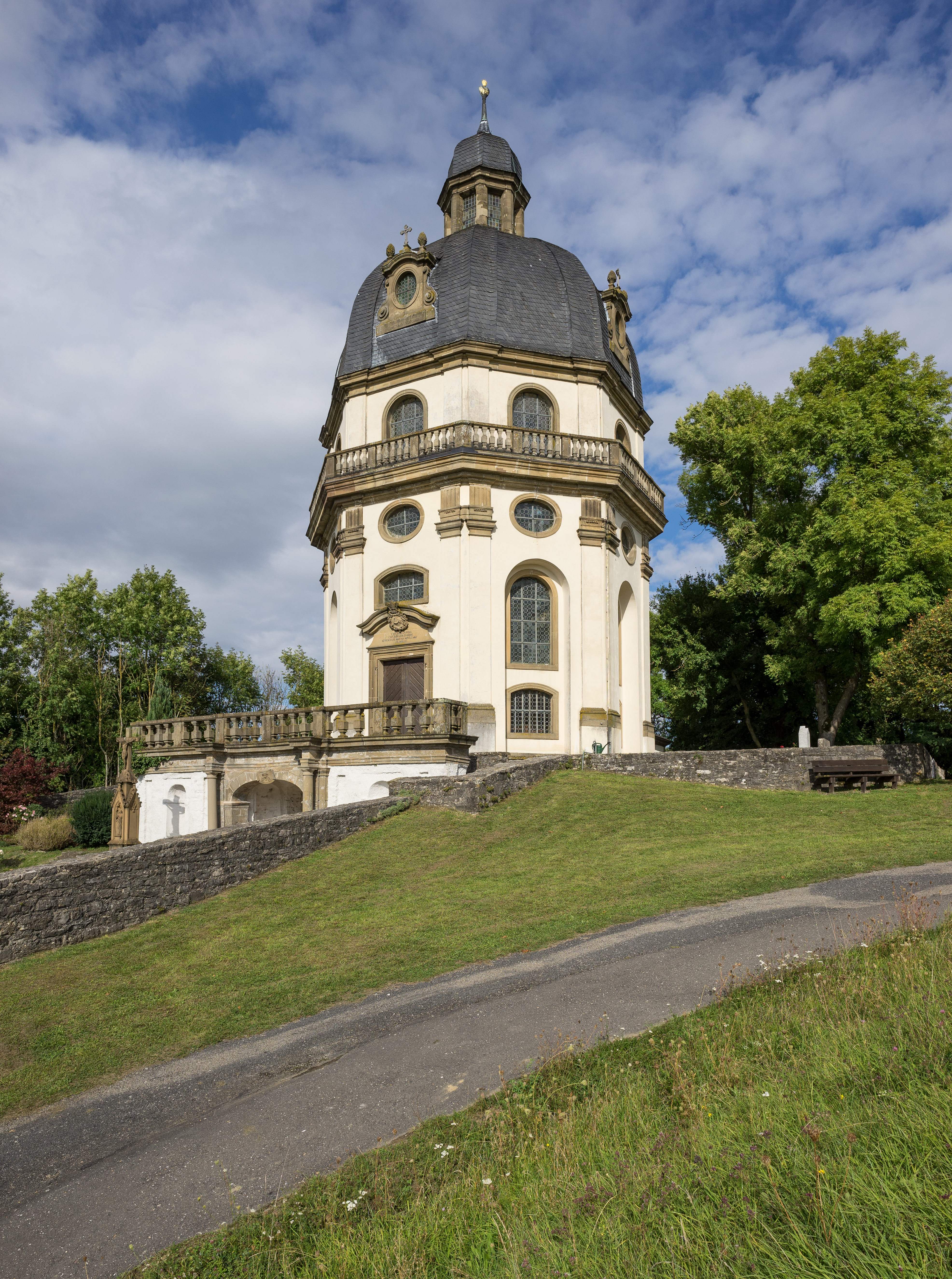
La capilla del cementerio barroco
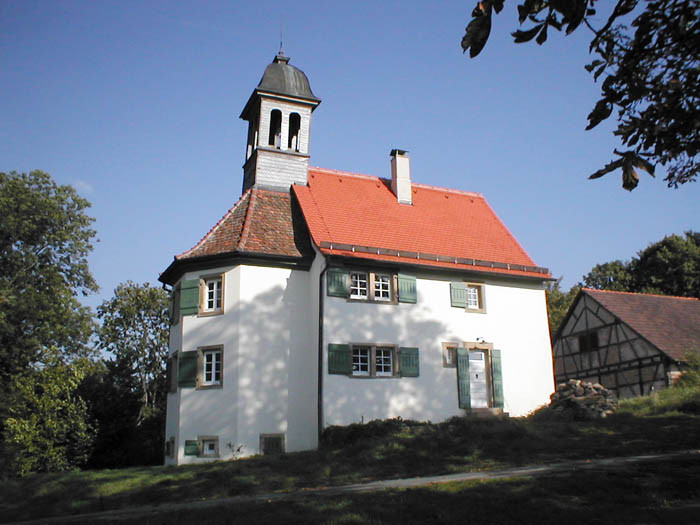
Mesnerhaus en el Kreuzberg
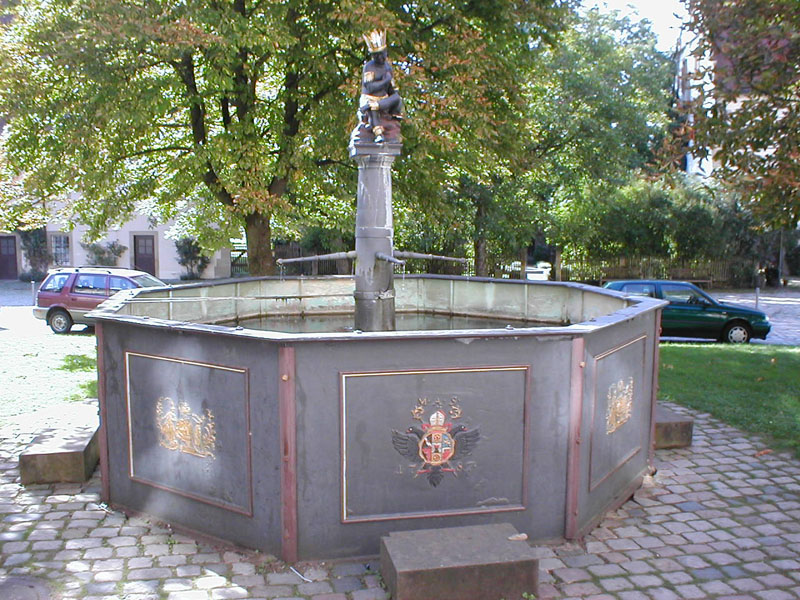
«Mohrenbrunnen»

## Iglesia del monasterio

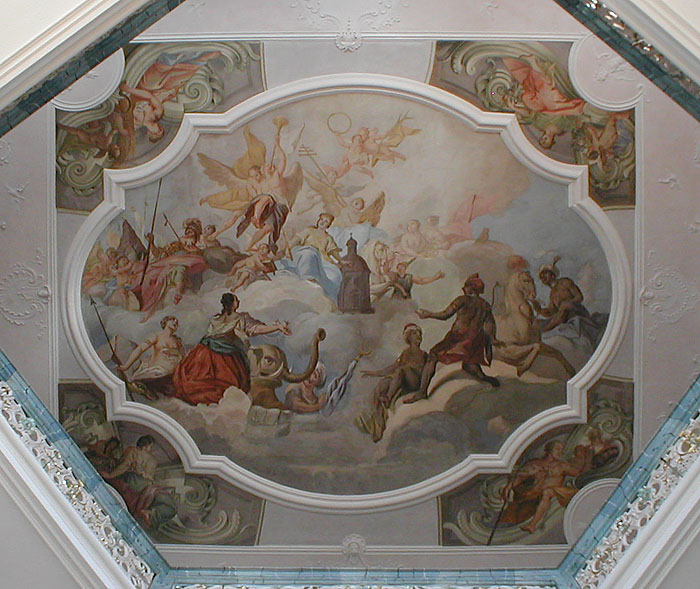
Pintura de techo en la escalera del convento

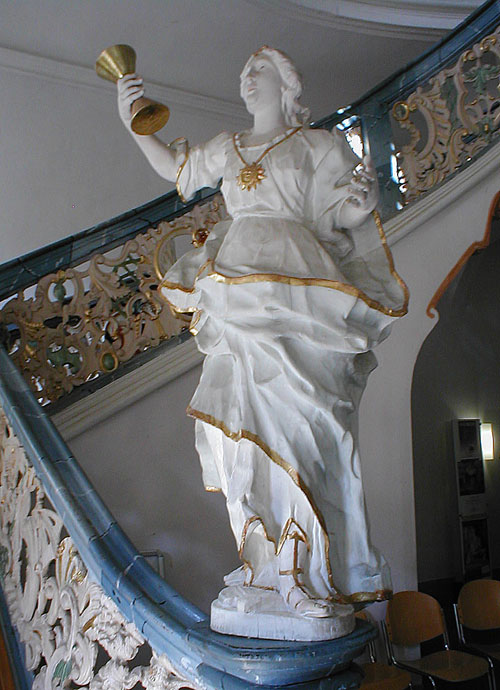
Estatua barroca en la escalera del convento

El abad Benedikt Knittel encargó al constructor Leonhard Dientzenhofer que planificara una nueva iglesia para la abadía. El 2 de abril de 1707 se concluyó el contrato de la nave como primera fase. Dientzenhofer murió en noviembre de 1707 antes de que comenzara la construcción. Un cuñado de Schwipp y Palier Dientzenhofer, el albañil y maestro artesano Jacob Ströhlein, pudieron entonces comenzar el nuevo edificio en la primavera de 1708 según los planos de Dientzenhofer.
Erigieron una iglesia de tres naves con fachada de doble torre, dos extraordinarios rasgos arquitectónicos que revelan las huellas genéticas del proceso de diseño. Por un lado, la regla de la orden prohibía a los cistercienses que las iglesias de sus monasterios tuvieran una torre construida desde el suelo. Se requerían torretas de madera. Esta regla se rompió de vez en cuando en el barroco pomposo, pero muy raramente. Erigir dos torres al mismo tiempo era aún más raro. Uno de esos casos es la iglesia de la abadía cisterciense en Waldsassen, que el hermano mayor de Leonhard Dientzenhofer, Georg Dientzenhofer, había construido unos años antes y en cuyo sitio de construcción Leonhard también había trabajado.. Esa fue una línea de tradición para el nuevo edificio de Schöntal.
Por otro lado, la forma de la sala, que era muy rara para el período barroco y que tampoco puede derivarse de la tradición arquitectónica bávaro-bohemia de Dientzenhofer, es sorprendente. Aparentemente, se inspiraría en otro edificio solitario en la región: la iglesia del monasterio de los caballeros de San Nicolás y Santa María en Comburg, cerca de Schwäbisch Hall, que había estado diseñándose desde 1706 y que luego fue construida a partir de 1707, una obra del maestro de obras de Vorarlberg Joseph Greissing. De hecho, estaba al mismo tiempo en el monasterio de Schöntal y en Comburg bajo el escudo espiritual de la diócesis de Wuerzburg, donde Greissing trabajaba como arquitecto de la corte. No se sabe cómo ocurrió esa transferencia de ideas en detalle en la fase inicial de planificación, pero después de algunas dificultades en el proceso de construcción, incluso Greissing fue llamado personalmente a Schöntal en 1710. Intervino en la planificación de la fachada y completó los pisos superiores de la torre, incluidas sus cúpulas y faroles, en su estilo.
La empresa de Greissing, que también era un importante contratista de la construcción en Würzburg, fabricó la enorme estructura del techo sobre la nave, el campanario y las escaleras integradas además de las cúpulas de la torre hasta 1712. La bóveda se hizo después, y como Jacob Ströhlein también había muerto en 1711, fue encargado otro cuñado de Dientzenhofer, el maestro albañil Bernhard Schießer de Windigsteig, en la Baja Austria. Como Leonhard Dientzenhofer en ese momento, Schießer también había trabajado en Waldsassen, donde había sido constructor desde 1691. Sin embargo, contrariamente a los planes de Leonhard, Schießer arqueó la nave de Schöntal en 1711 con cúpulas colgantes, como había hecho Greissing poco antes en Comburg sobre el crucero. Esto también habla a favor de la influencia directa de Greissing en los planos de Schöntal, a más tardar desde su presencia documentada en el archivo en el sitio de construcción desde 1710. Sin embargo, para el crucero en Schöntal, Schießer construyó, aparentemente de acuerdo con sus propios diseños, porque Greissing había muerto en 1721, una cúpula de tambor alta, probablemente bastante masiva que, sin embargo, ya estaba en peligro de colapsar poco después de su finalización en 1724 y que tuvo que ser retirada. Ese mismo año, Bernhard Schießer se vio obligado a despedirse. Dos maestros albañiles tiroleses, Mathes y Johannes Zobel, repararon los daños estructurales, que se habían producido principalmente en los pilares del crucero. Para aligerar peso, erigieron una cúpula que se estrecha hacia la parte superior en una construcción de madera clara de los carpinteros del monasterio Caspar Bayerschmidt y Joseph Frantz.
La conexión con la colegiata de Comburg también se muestra en el hecho de que el mismo yesero, Johann Bauer de Heidingsfeld (un lugar cerca de Würzburg), fue contratado para Schöntal, quien prefirió un lenguaje de diseño festivo y digno basado en el estuco de la catedral de Würzburg. Solo los frescos del techo del coro, del crucero y de la cúpula corresponden a las pinturas que crearon a partir de 1724 el italiano Luca Antonio Colomba, el pintor de la corte de Württembergischer, con su asistente Giovanni Battista Ferrandini, que siguen las altas exigencias de la arquitectura y la decoración de estuco. Por otro lado, los otros cuadros, ejecutados por los pintores locales Konrad Hoffmann de Adelsheim y Christian Thalwitzer de Weikersheim, tienen menos inspiración, de la que puede ser responsable el propio abad Knittel, quien obviamente tenía un impulso irreprimible de agregar tantos aforismos como fuera posible que también eran símbolos de sí mismo. En 1727, el interior de la iglesia del salón de tres naves estaba en gran parte completo y el abad Knittel pudo consagrar “su” iglesia, es decir, bendecirla y así usarla para el culto. La consagración solemne oficial del obispo de Würzburg, Johann Bernhard, tuvo lugar solo en 1736. La calidad de la arquitectura es igual, sin embargo, los altares con adornos rococó: sobre todo, el altar mayor extremadamente elegante de Johann Michael Fischer de Dillingen de 1773 con un retablo de igual calidad Asunción de María de Oswald Onghers de 1680 (basado en un modelo de Rubens), tomado del edificio anterior. También de la antigua iglesia provienen varios altares renacentistas muy valiosos de Michael II Kern de Forchtenberg y figuras de Achilles Kern. Además, hay piezas de mobiliario de muchos otros artistas, entre ellos la caja del órgano finamente tallada de 1723, que solo se transfirió de la capilla del palacio de Ludwigsburg a una galería del coro alrededor de 1810.
En general, la antigua iglesia de la abadía de Schöntal es un edificio digno que muestra algunas rupturas en la historia del diseño, pero que también la hacen particularmente interesante. Sobre todo, la abundancia de luz y la amplitud del interior bien proporcionado son convincentes, mientras que los numerosos medallones, que ciertamente se remontan al propio abad Knittel, perjudican el efecto general. No en vano, un sucesor de Knittel hizo blanquear muchos "cuadros" en el siglo XVIII, que volvieron a ser recuperados en la restauración interior de 1956/57, que tal vez no fuera una buena idea. El mismo malestar también causa la rejilla del coro, que está provista de muchos acentos de oro, plata y color, cuya versión intermedia se hizo completamente en negro y ciertamente tuvo un efecto calmante. Lo más destacado que aumenta la impresión espacial son el altar mayor, extremadamente elegante, y los altares laterales en la entrada del coro, incluidos los frescos luminosos del coro. Aunque algunos de ellos se agregaron mucho más tarde, encajan en el salón festivo con sus formas equilibradas y colores nobles, un detalle final que añade encanto.

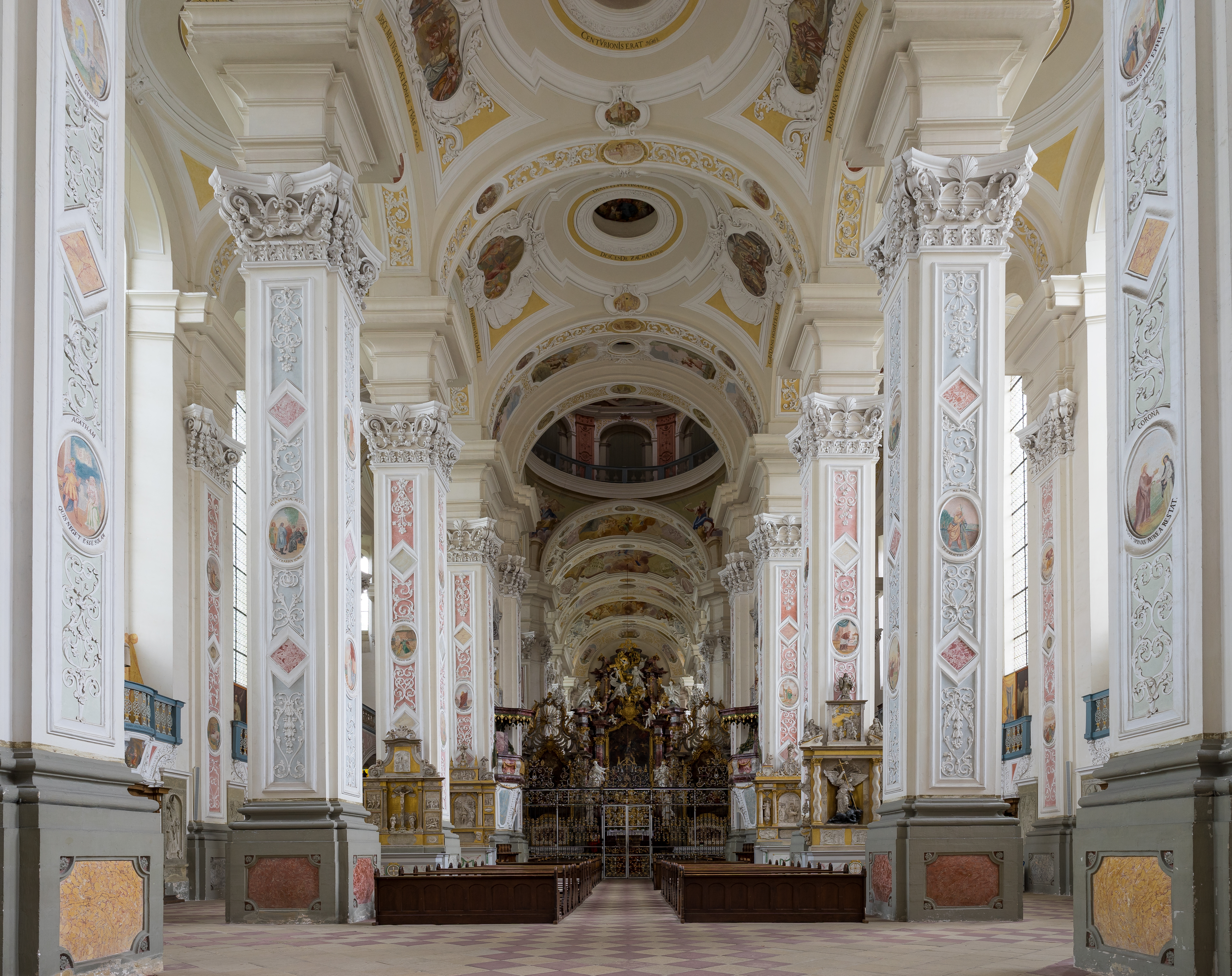
Vista interior mirando al altar
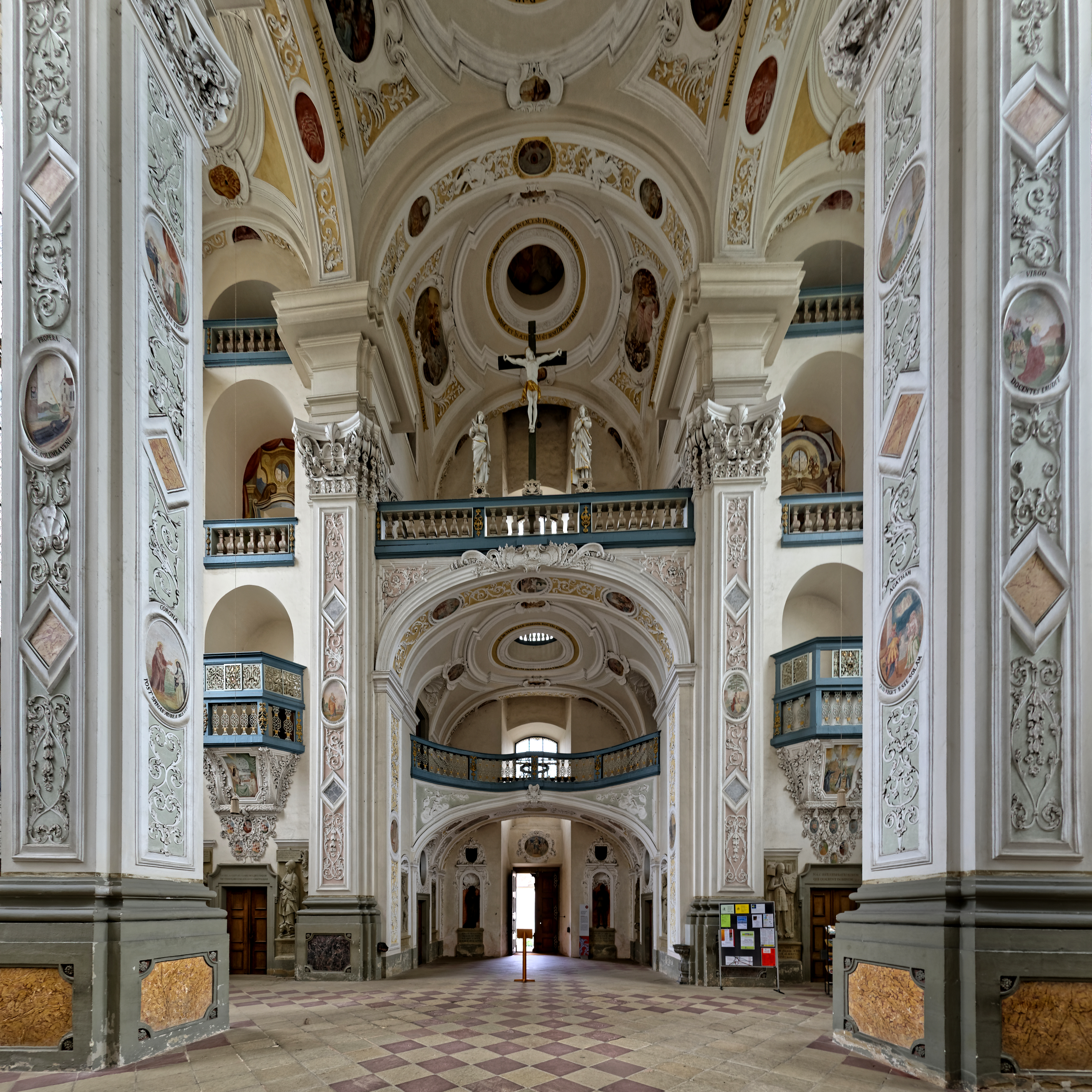
Vista de la entrada
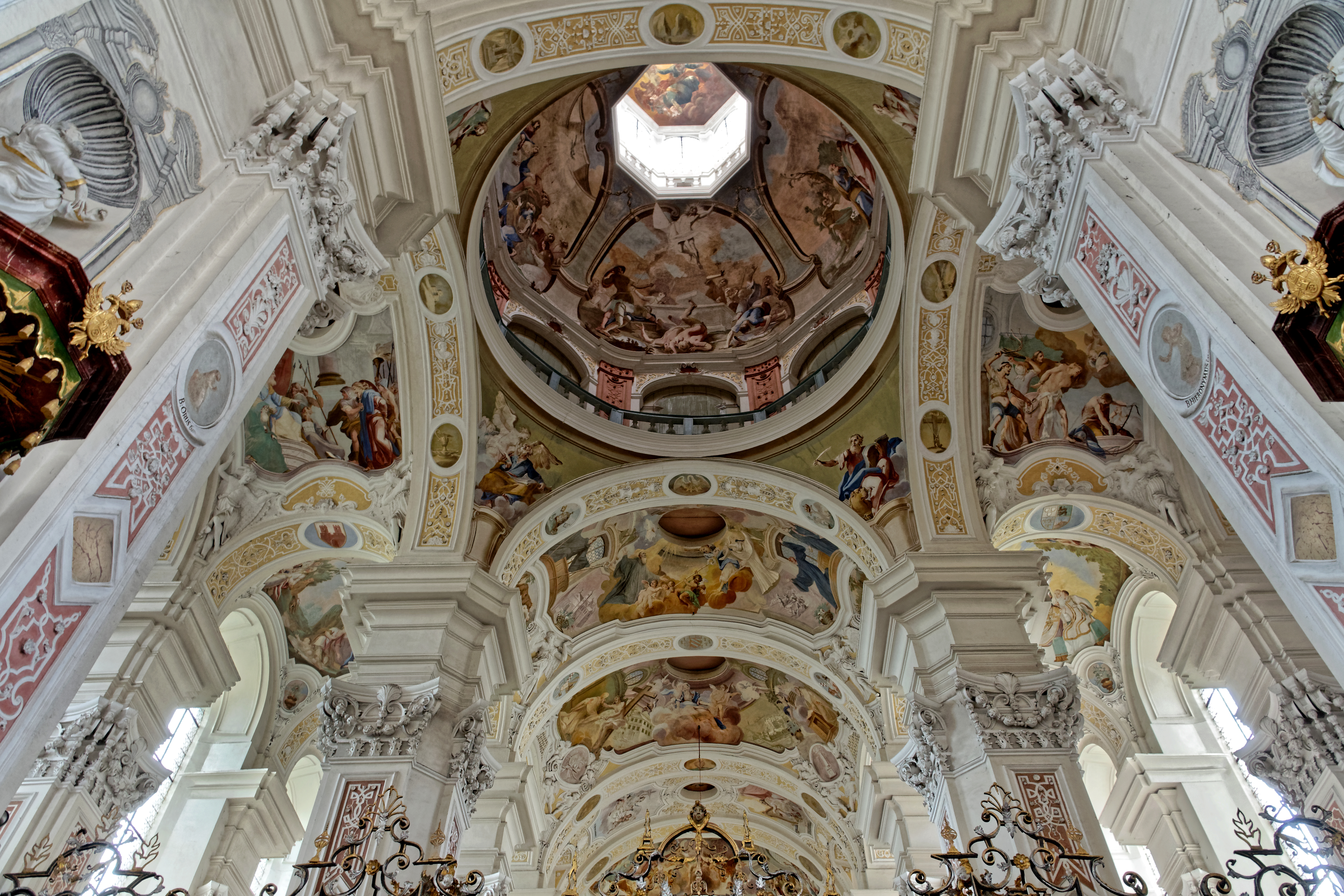
Pinturas del techo de la iglesia
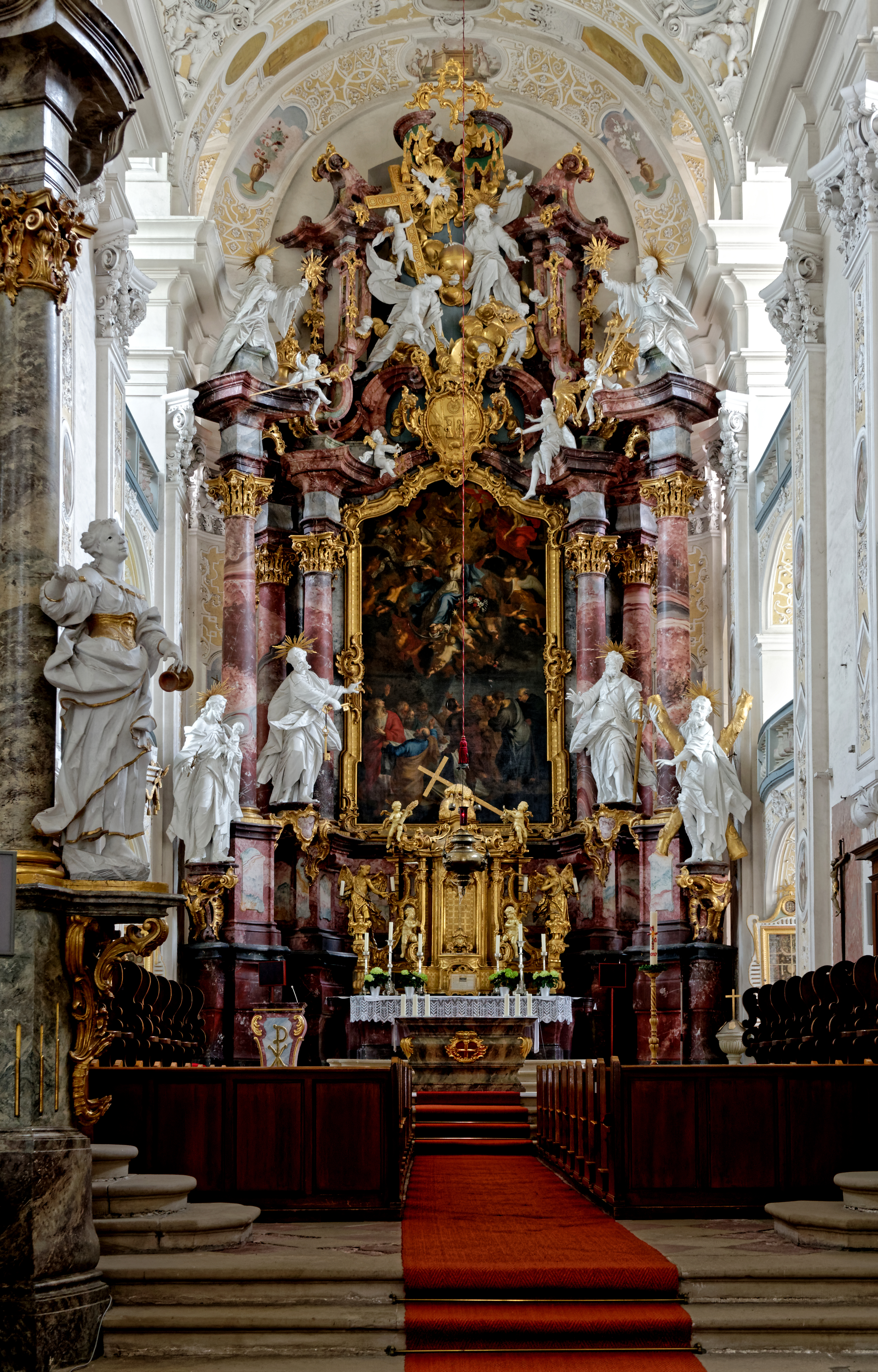
El altar mayor barroco
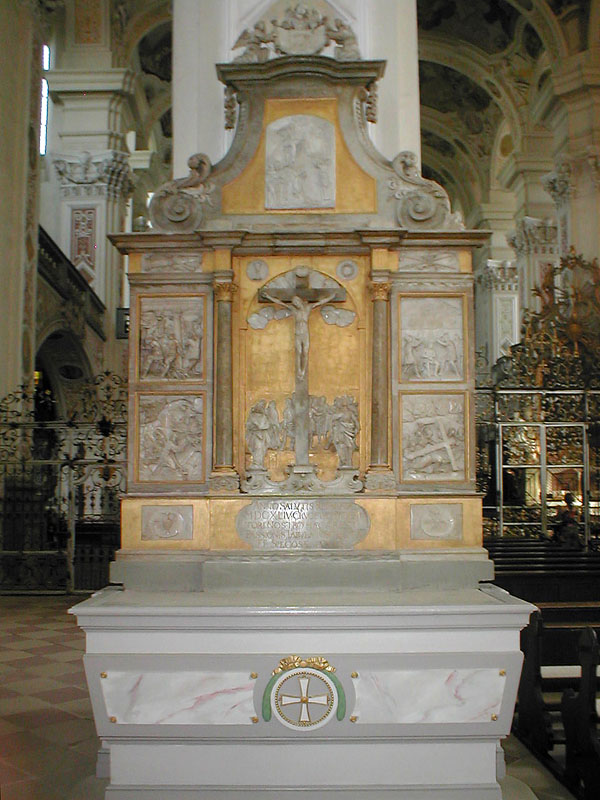
Altar lateral de la iglesia

## Lista de abades
- 1157-1172: Herwicus (Herwig)
- 1172-1186: Heinrich I.
- 1186-1200: Sibodo
- 1200-1216: Albert I.
- 1216-1219: Richalm
- 1219-1222: Gottfried
- 1222-1226: Johannes I.
- 1226-1230: Siegfried
- 1230-1236: Arnold
- 1236-1238: Rupert
- 1238-1240: Albert II.
- 1240-1248: Heinrich II.
- 1248-1269: Hildebrand
- 1270-1284: Thomas
- 1284-1294: Heinrich III.
- 1295-1304: Walchimus von Crailsheim
- 1304-1305: Friedrich von Schöntal
- 1305-1317: Walther von Öhringen
- 1317-1319: Konrad von Weiler[19]
- 1320-1321: Albert III.
- 1321-1365: Reinold
- 1365-1371: Conrad II.
- 1371-1373: Werner
- 1374-1377: Marquard
- 1377-1390: Raban
- 1390-1400: Burckard von Sindringen
- 1400-1407: Heinrich IV. Hirsch
- 1407-1425: Heinrich V. Rosenkaym
- 1425-1445: Heinrich VI. Höfflin
- 1445-1465: Simon Marbach
- 1465-1468: Johannes II. Hübner
- 1468-1486: Bernhard
- 1486-1492: Johannes III. Hoffmann
- 1492-1511: Georg Hertlin
- 1511-1535: Erhard (Eberhard) Oeser
- 1535-1537: Elias Wurst
- 1537-1557: Sebastian I. Stattmüller
- 1557-1583: Sebastian II. Schantzenbach
- 1584-1607: Johannes IV. Lurtz
- 1607-1611: Theobald I. Koch
- 1611-1626: Theobald II. Fuchs
- 1626-1633: Sigismund Fichtel (Fichtling)
- 1634-1635: Christoph Haan (erste Amtszeit)
- 1635-1636: Johannes Leonhard Meinhart
- 1636-1675: Christoph Haan (zweite Amtszeit)
- 1675-1683: Franziskus Kraff(t)
- 1683-1732: Benedikt Knittel
- 1732-1761: Angelus Münch
- 1761-1784: Augustin Brunnquell
- 1784-1802: Maurus Schreiner